# Australopericoma exilis
Australopericoma exilis és una espècie d'insecte dípter pertanyent a la família dels psicòdids.

## Descripció
- El mascle fa entre 1,05-1,07 mm de llargària a les antenes, mentre que les ales li mesuren 2,31-2,43 de longitud i 0,87-0,99 d'amplada.
- La femella no ha estat encara descrita.
- Absència d'òrgans sensorials al tòrax.[2]

## Distribució geogràfica
Es troba a Sud-amèrica: el Perú.